# Rewolwer Korth Asia
Korth Asia – niemiecki rewolwer sześciostrzałowy, produkcji Korth GmbH. Jest długolufową wersją rewolweru Korth Combat.